# Бивер (тауншип, округ Эйткин, Миннесота)
Бивер (англ. Beaver) — тауншип в округе Эйткин, Миннесота, США. На 2000 год его население составило 76 человек.

## География
По данным Бюро переписи населения США площадь тауншипа составляет 91,4 км², из которых 91,4 км² занимает суша, водоёмов нет.

## Демография
По данным переписи населения 2000 года здесь находились 76 человек, 34 домохозяйства и 19 семей. Плотность населения —  0,8 чел./км². На территории тауншипа расположено 109 построек со средней плотностью 1,2 построек на один квадратный километр. Расовый состав населения: 96,05 % белых, 2,63 % коренных американцев и 1,32 % приходится на две или более других рас.
Из 34 домохозяйств в 26,5 % воспитывались дети до 18 лет, в 50,0 % проживали супружеские пары и в 44,1 % домохозяйств проживали несемейные люди. 35,3 % домохозяйств состояли из одного человека, при том 14,7 % из — одиноких пожилых людей старше 65 лет. Средний размер домохозяйства — 2,24, а семьи — 2,89 человека.
22,4 % населения — младше 18 лет, 6,6 % — в возрасте от 18 до 24 лет, 22,4 % — от 25 до 44, 34,2 % — от 45 до 64, и 14,5 % — старше 65 лет. Средний возраст — 44 года. На каждые 100 женщин приходилось 111,1 мужчин. На каждые 100 женщин старше 18 приходилось 96,7 мужчин.
Средний годовой доход домохозяйства составлял 30 000 долларов, а средний годовой доход семьи —  32 500 долларов. Средний доход мужчин —  20 000  долларов, в то время как у женщин — 33 750. Доход на душу населения составил 15 039 долларов. За чертой бедности не находилась ни одна семья и 10,3 % всего населения тауншипа, из которых 50,0 % старше 65 лет.